# 岡田がる
岡田 がる（おかだ がる、1968年 - ）は、日本の漫画家。
東京都出身。国際基督教大学高等学校、立教大学経済学部卒。女性。
元・山一證券勤務。夫はイラストレーター・漫画家の寺田亨。血液型はAB型。

## 経歴
山一證券にて総合職として勤務。その後、赤星たみこ・いさやまもとこなどのアシスタントを経て、1993年、4コマ誌に掲載された「山村証券新橋支店」でデビュー。1994年に双葉社の『まんがランド』にて『マンモスライクなお嬢さま!!』を連載。以降、双葉社、芳文社、竹書房などの4コマ漫画雑誌で主に執筆していたほか、主婦と生活社などの主婦向けの雑誌でエッセイ漫画なども執筆していた。また『スポーツニッポン』にて競艇ページにコラムを執筆していた時期もあった。
2013年2月時点では、実話系の4コマ漫画雑誌などで執筆活動していた。

## 概要
作風としては『OL狂騒曲』や『ダッシュ!!カンカン娘』、『ごめいわくギャルズ』などをはじめ大多数の作品でハイテンションな女性が主人公となっており、その主人公や周りの人間が引き起こす騒動などを面白おかしく描く作品を得意としている。『乙女の力コブ』などでは自身の証券会社での勤務体験を元に本人をモデルに描かれたとのこと。
サッカー観戦やその関連グッズを集めることを趣味とし実際にプレーしていたこともあったそうで、審判としての資格も所持しているとのこと。また本人ブログによると、2008年の夏頃よりバレエを始めたとのこと。
2012年11月12日、原因不明の「しびれ」｢高熱」「耐えられない倦怠感」に見舞われ、病院を転々としたのち、11月28日に入院。12月13日に『多発性硬化症』との診断を受けたことを12月25日、自身のブログで明かした。その後、症状は落ち着いており「寛解」の状態となっているが、最初の入院から1年後の2013年11月30日のブログの書き込みには再発する可能性がある事への不安感と葛藤が記されている。

## 作品リスト

### 4コマ単行本作品リスト
- マンモスライクなお嬢さま（1994年8月号 - 1996年8月号、まんがランド（双葉社））ISBN 9784575934632（1996年9月）※1998年に同社より文庫版発行。
- 乙女のカコブ（1995年9月号 - 2006年7月号、まんがホーム（芳文社））既刊2巻

1. ISBN 9784832261136（1998年7月）
2. ISBN 9784832261877（2000年11月）

- ごめいわくギャルズ（1996年1月号 - 2007年10月号、まんがタイム（芳文社））既刊2巻

1. ISBN 9784832261518（1999年10月）
2. ISBN 9784832261969（2001年2月）

- ダッシュ!! カンカン娘（1996年6月号 - 2007年6月号、まんがタイムスペシャル（芳文社））既刊2巻

1. ISBN 9784832261365（1999年5月）
2. ISBN 9784832262232（2001年9月）

- OL狂騒曲（ - 2005年12月号、まんがタウン（双葉社））全4巻

1. ISBN 9784575936599（1999年11月）
2. ISBN 9784575937800（2002年5月）
3. ISBN 9784575938890（2004年4月）
4. ISBN 9784575939910（2006年1月）

- お気楽ドンナ（ - 2006年9月号、まんがタウンオリジナル（双葉社））ISBN 9784575939927（2006年1月）[7]

### エッセイ他単行本作品リスト
- 幸せバクダン寿への道（主婦と生活社）ISBN 9784391122343（1998年7月）
- 競艇血だるま紀行シリーズ 計5巻
  - 怒涛の関東編（有朋社）ISBN 9784946376375（1998年9月）
  - 笑撃の近畿編（新有朋社）ISBN 9784946376399（1999年4月）
  - 秒殺の九州編（新有朋社）ISBN 9784946376412（1999年10月）
  - 股旅の東海編（新有朋社）ISBN 9784946376429（2000年3月）
  - 昇天の中国・四国編（新有朋社）ISBN 9784946376450（2000年12月）
- THE寿（日本文芸社）ISBN 9784537102390（2003年10月）

### 主な単行本未収録作品
- ごっつぁんです（1995年、まんがライフ（竹書房））
- 平成（小）ヤンキー（1996年 - 1998年、まんがライフ（竹書房））
- 東京二人暮らし（1996年、まんがくらぶ（竹書房））
- 銀玉コロコロ（1996年 - 1997年、まんがくらぶ（竹書房））
- 爆裂マダム倶楽部（1997年 - 1998年まんがくらぶ（竹書房））
- 幸せテンコ盛り（1998年 - 1999年、まんがライフ（竹書房））
- 茶々丸参上（ - 2006年4月号）[8][9]
- 岡Gの徒然絵日記（2006年1月号 - 12月号、まんがタウン（双葉社））
- 幸せ満腹日記（本当にあった笑える話（ぶんか社））
- Gの悲劇（嘘のような恥ずかしい話（日本文芸社））
- うっちゃれ!!乙女組（2007年 -2009年7月号、まんがタイムオリジナル（芳文社））
- ご近所コネクション（2009年8月号 - 2011年1月号、まんがタイムオリジナル（芳文社））